# Capricci (société)
Pour les articles homonymes, voir Capricci et Capriccio.
Capricci Films est une  société française de production de cinéma créée en 1999 par Thierry Lounas, Emmanuel Burdeau et François Bégaudeau, et une maison d'édition fondée en 2006.

## Historique
Le nom de la société est inspiré par le film Capricci (1969) de Carmelo Bene.
En 2006,, Thierry Lounas fonde la maison d'édition Capricci, spécialisée dans le cinéma, estimant qu'il faut « réinventer une forme de curiosité cinéphile ». Elle édite notamment la collection « Actualité Critique », dirigée par Emmanuel Burdeau, qui compte des publications de Jacques Rancière, Jean Narboni, Louis Skorecki, Philippe Azoury, mais aussi des ouvrages écrits par des artistes et réalisateurs, dont Claire Denis, Jia Zhangke, Melvil Poupaud, ainsi que par intellectuels comme Fredric Jameson ou Slavoj Žižek.
Capricci édite aussi une revue de critique de cinéma dénommée Capricci.
En 2012, Capricci s'est associée avec la société So Press pour éditer le mensuel de cinéma So Film.

## Filmographie

### Production
- 2001 : Ouvriers, paysans (Operai, contadini) de Danièle Huillet et Jean-Marie Straub
- 2009 : Le Chant des oiseaux d'Albert Serra
- 2010 : The Cat, the Reverend and the Slave d'Alain Della Negra et Kaori Kinoshita
- 2010 : Maniquerville de Pierre Creton
- 2010 : Le Temps des grâces de Dominique Marchais
- 2012 : Les Mouvements du bassin de HPG
- 2012 : Il n'y a pas de rapport sexuel de Raphaël Siboni
- 2014 : Pasolini d'Abel Ferrara
- 2014 : Fils de de HPG
- 2014 : Mange tes morts : Tu ne diras point de Jean-Charles Hue
- 2015 : Maestà, la Passion du Christ d'Andy Guérif
- 2016 : La Mort de Louis XIV d'Albert Serra
- 2016 : L'Ange blessé d'Emir Baigazin
- 2017 : L'Intrusa de Leonardo di Costanzo
- 2017 : De sas en sas de Rachida Brakni
- 2021 : La Troisième Guerre de Giovanni Aloi
- 2021 : Messe basse de Baptiste Drapeau
- 2021 : La Nuée de Just Philippot
- 2022 : Bruno Reidal de Vincent Le Port
- 2023 : Vincent doit mourir de Stéphan Castang
- 2024 : Conte nuptial de Claire Bonnefoy
- 2024 : Isolar de Leonardo Sette

### Distribution
Capricci distribue également tous les films issus de sa production.
- 2001 : Dans la chambre de Vanda, de Pedro Costa
- 2003 : Où git votre sourire enfoui ? de Pedro Costa
- 2007 : Le Brahmane du Komintern de Vladimir Léon
- 2007 : Honor de cavallería d'Albert Serra
- 2007 : Le Brahmane du Komintern de Vladimir Léon
- 2010 : En présence d'un clown d'Ingmar Bergman (film de patrimoine)
- 2011 : Curling de Denis Côté
- 2011 : Road to Nowhere de Monte Hellman
- 2011 : Winter vacation de Li Hongqi
- 2011 : La BM du Seigneur de Jean-Charles Hue

## Publications
- Werner Herzog - Manuel de survie, d'Emmanuel Burdeau et Hervé Aubron, 2008
- The Magic Hour, de Jim Hoberman, 2009
- Conquête de l'inutile, de Werner Herzog, 2009
- Les aventures de Harry Dickinson, de Suzanne Liandrat-Guiges et Jean-Louis Leutrat, 2009
- Piges choisies, de Luc Moullet, 2009
- Notre alpin quotidien, de Luc Moullet, 2009
- La Vallée close, de Jean-Claude Rousseau, 2009
- Tout ce que vous avez toujours voulu savoir sur Lacan sans jamais oser le demander à Hitchcock, sous la direction de Slavoj Žižek, 2010
- Béatrice Merkel, de François Bégaudeau, Patricia Mazuy, Joy Sorman, Noémie Lvovsky, Pierre Alferi, Albert Serra, Christine Montalbetti, Caroline Champetier, Stéphane Bouquet et Claire Denis, 2010
- The Brakhage lectures, de Stan Brakhage, 2010
- Judd Apatow - Comédie, mode d'emploi , d'Emmanuel Burdeau, 2010
- A la fortune du beau, de Michel Delahaye, 2010
- Pourquoi les coiffeurs, de Jean Narboni, 2010
- Ici commence Johnny Depp, de Murray Pomerance, 2010
- La Passion de Tony Soprano, d'Emmanuel Burdeau, 2010
- A Werner Schroeter, qui n'avait pas peur de la mort, de Philippe Azoury, 2010
- Sacha Lenoir, de Maylis de Kerangal, Melvil Poupaud, Olivia Rosenthal, Laurent Larivière, Alban Lefranc, Laurence Ferreira Barbosa, Sylvain Coher, Joana Preiss, Emmanuelle Pagano et Pascal Bonitzer, 2010
- Le Vagabond d'un nouveau monde, de James Agee, 2010
- Histoire de Julien et Marguerite, de Jean Gruault, 2011
- Monte Hellman - Sympathy for the devil, d'Emmanuel Burdeau, 2011
- Fictions géopolitiques, de Fredric Jameson, 2011
- Vincente Minnelli, d'Emmanuel Burdeau, 2011
- Réponses à Hadopi, de Juan Branco, 2011
- La Saga Cinéastes de notre temps, d'André S. Labarthe, 2011
- Béla Tarr, le temps d'après, de Jacques Rancière, 2011
- Sur la télévision, de Louis Skorecki, 2011
- La couleur retrouvée du Voyage dans la Lune de Georges Méliès, de Gilles Duval et Séverine Wemaere, 2011
- En un clin d'œil, de Walter Murch, 2011
- Clint Fucking Eastwood, de Stéphane Bouquet, 2012
- La Protestation des larmes, de Stanley Cavell, 2012
- Otto Preminger, Collectif, 2012
- D'où viens-tu Dylan ?, de Louis Skorecki, 2012
- Deux temps, trois mouvements, de Philippe Cassard, 2012
- Peter Brook et le Vietnam, de Gilles Duval et Séverine Wemaere, 2012
- Deux temps, trois mouvements, de Philippe Cassard, 2012
- Cecil B. DeMille, l'empereur du mauve, de Luc Moullet, 2012
- Benoît Delépine & Gustave Kervern - de Groland au Grand Soir, d'Emmanuel Burdeau et Hervé Aubron, 2012
- Adolpho Arrietta - Un morceau de ton rêve..., de Philippe Azoury, 2012
- Comique extrémiste, de Florian Keller, 2012
- Danse et cinéma, sous la direction de Stéphane Bouquet, 2012
- L'Apocalypse cinéma, de Peter Szendy, 2012
- I am Spartacus !, de Kirk Douglas, 2013
- Philippe Garrel en substance, de Philippe Azoury, 2013
- Comment réussir (ou presque) à Hollywood, d'Ed Wood, 2013
- Odyssée mexicaine, de Kijû Yoshida, 2013
- Dits et écrits d'un cinéaste chinois, de Jia Zhang-ke, 2013
- George Cukor, Collectif, 2013
- Jean-Claude Biette, le sens du paradoxe, de Pierre Léon, 2013
- Oh Brothers ! Sur la piste des frères Coen, de Marc Cerisuelo et Claire Debru, 2013
- Ma vie de comique, de Steve Martin, 2014
- Une série de tueurs, d'Axel Cadieux, 2014
- Pierre Perrault, activiste poétique, de Simone Suchet, 2014
- Filmer, dit-elle - Le cinéma de Marguerite Duras, Collectif, 2014
- Life Guard, de C. L. Zois, 2014
- La Mécanique du rire, de Buster Keaton, 2014
- Screening Sex, de Linda Williams, 2014
- John Ford, de Tag Gallagher, 2014
- Le jour où - 30 histoires insolites du cinéma, Collectif, 2014
- À la conquête d'Hollywood, de Joe Eszterhas, 2014
- David Fincher ou l'heure du numérique, de Guillaume Orignac, 2014
- Comment j'ai terrifié l'Amérique, de William Castle, 2015
- John Belushi, la folle et tragique vie d'un Blues Brother, de Bob Woodward, 2015
- Visages d'un récit, de Laurent Mauvignier, 2015
- Le cinéma infiltré, de Grover Lewis, 2015
- La nuit sera noire et blanche, de Jean Narboni, 2015
- Thomas Harlan, une vie après le nazisme, de Jean-Pierre Stephan, 2015
- Sam Peckinpah, Collectif, 2015
- Le cinéma, art subversif, d'Amos Vogel, 2016
- La vision partielle, de Pascal Bonitzer, 2016
- Quentin Tarantino, un cinéma déchaîné, Collectif, 2016
- Lettre à Wes Anderson, de Marc Cerisuelo, 2016
- Le cinéma d'animation en 100 films, de Xavier Kawa-Topor etPhilippe Moins, 2016
- Cinéma d'animation, au-delà du réel, de Xavier Kawa-Topor, 2016
- Les Vies de Tom Cruise, de Louis Blanchot, 2016
- L'année du cinéma 2017, de Benoît Forgeard, 2016
- Gérard Depardieu, Collectif, 2016
- Faire un film, de Sidney Lumet, 2016
- Prodiges d'Arnold Schwarzenegger, de Jérôme Momcilovic, 2016
- Jim Jarmusch, une autre allure, de Philippe Azoury, 2016
- Francis Ford Coppola, Collectif, 2016
- Wes Craven, quelle horreur ?, d'Emmanuel Levaufre, 2016
- Cinq nouvelles fantastiques du XXIe siècle, Collectif, 2016
- Paul Verhoeven - A l'œil nu, d'Emmanuel Burdeau, 2017
- La saga HBO, de Jean-Vic Chapus, Axel Cadieux et Mathieu Rostac, 2017
- Cinéphilou, d'Helkarava, 2017
- Jacques Tourneur, sous la direction de Fernando Ganzo, 2017
- Werner Herzog, pas à pas, d'Emmanuel Burdeau et Hervé Aubron, 2017
- Voyages à Twin Peaks, d'Axel Cadieux, 2017
- Anatahan, Collectif, 2017
- New York Stories, Collectif, 2017
- Samuel Fuller, de Jean Narboni, 2017
- Génie de Pixar, d'Hervé Aubron, 2017
- Chantal Akerman, de Jérôme Momcilovic, 2018
- Les Maîtres d'Hollywood (2 tomes), de Peter Bogdanovich, 2018
- Cinq polars du XXIe siècle, Collectif, 2018
- Comment j'ai fait 100 films sans jamais perdre un centime, de Roger Corman, 2018
- Isabelle Huppert, de Murielle Joudet, 2018
- Mes héros comiques, de Judd Apatow, 2018
- Youssef Chahine, le révolutionnaire tranquille, de Tewfik Hakem, 2018
- Le diable trouve à faire, de James Baldwin, 2018
- Leo McCarey, Collectif, 2018
- Les Légendes du cinéma français, Collectif, 2018
- Michael Dudok de Wit, le cinéma d'animation sensible, de Xavier Kawa-Topor et Ilan Nguyên, 2019
- Mel Gibson, de Mathieu Rostac, 2019
- Joan Crawford, de Maxime Donzel, 2019
- Des sons dans l'espace, de Michel Chion, 2019
- Marlon Brando, d'Arthur Cerf, 2019
- Robert Mitchum, de Lelo Jimmy Batista, 2019
- Bruce Lee, d'Adrien Gombeaud, 2019
- Le Dernier rêve de Stanley Kubrick, d'Axel Cadieux, 2019
- Ne croyez surtout pas que je hurle, de Frank Beauvais, 2019
- Le cinéma par la danse, d'Hervé Gauville, 2020
- Stop Motion, de Xavier Kawa-Topor et Philippe Moins, 2020
- Blue Velvet, d'Hervé Aubron, 2020
- Le sel du présent, d'Eric Rohmer, 2020
- Cassavetes par Cassavetes, de Ray Carney, 2020
- Gena Rowlands, de Murielle Joudet, 2020
- Bill Murray, de Yal Sadat, 2020
- Josef von Sternberg, de Mathieu Macheret, 2021
- Le cinéma selon Jean-Pierre Melville, de Rui Nogueira, 2021
- Marco Ferreri, de Gabriela Trujillo, 2021
- Maurice Pialat, la main, les yeux, de Jérôme Momcilovic, 2021
- La Grande Illusion de Céline, de Jean Narboni, 2021
- Mémoires d'une savonnette indocile, de Luc Moullet, 2021
- Marlene Dietrich, de Camille Larbey, 2021
- Nicolas Cage, de Lelo Jimmy Batista, 2021
- Jean Gabin, de Sébastien Gimenez, 2021
- Comédie(s) américaine(s), de Marc Cerisuelo, 2021
- Les Soprano, Collectif, 2021
- L'Affaire Bruno Reidal, Collectif, 2022
- The Wire, Collectif, 2022
- Actrices-sorcières, de Thomas Stélandre, 2022
- L'art du jeu d'acteur, de Stella Adler, 2022
- Romy Schneider, de Faustine Saint-Geniès, 2022
- Audrey Hepburn, de Pierre Charpilloz, 2022
- Breaking Bad, d'Arthur Cerf, 2022
- L'œil du cinéma, de Philippe Doumic, 2022
- Les Aventures d'un scénariste à Hollywood, de William Goldman, 2022
- Takeshi Kitano, hors catégorie, de Lucas Aubry, 2022
- Delphine Seyrig, en constructions, de Jean-Marc Lalanne, 2023
- Des blondes pour Hollywood, Marilyn et ses doubles, d'Adrien Gombeaud, 2023
- Steve McQueen, mécanique de l'échappée, de Vincent Gautier, 2023
- Le décor du film, de D.W. Griffith à Bong Joon-ho, de Jean-Pierre Berthomé, 2023
- Bette Davis, fatiguée d'être de moi, d'Anne-Capucine Blot, 2023
- Jean Eustache, un amour si grand..., de Philippe Azoury, 2023
- Catherine Breillat, Je ne crois qu'en moi, entretiens avec Murielle Joudet, 2023